# Robert Lloyd Praeger
Pour les articles homonymes, voir Praeger.
Robert Lloyd Praeger, né le 25 août 1865 et mort le 5 mai 1953, est un naturaliste et écrivain irlandais.

## Biographie
De confession unitariste, Robert Lloyd Praeger est né à Holywood, Comté de Down, et a grandi dans cette ville où il a fait ses études, d'abord à l'école de la Rev McAlister, puis dans la proche Sullivan Upper School. Il a travaillé à la Bibliothèque nationale d'Irlande à Dublin de 1893 à 1923. Il a co-fondé et édité le naturaliste irlandais (en), et a écrit des articles sur la flore et l'histoire naturelle de l'Irlande. Il a organisé l'enquête Lambay de 1905 à 1906 et de 1909 à 1915, la plus large enquête sur l'île de Clare. Il était ingénieur de qualification, bibliothécaire de profession et naturaliste par passion. Il est devenu le premier président de An Taisce, une association environnementale et du club alpin irlandais (en), en 1948 et a été président de l'Académie royale d'Irlande de 1931 à 1934.
Il est enterré dans le cimetière de Deansgrange près de Dublin avec sa femme Hedwig.
Sa sœur cadette Rosamond Praeger (en) était un sculpteur et artiste botanique.

## Ses publications
- Praeger, R.Ll. Irish Topographical Botany (ITB), Proceedings of the Royal Irish Academy, Vol. (23) 3rd. series, Vol. 7).
- Praeger, R.Ll. 1893. The Flora of County Armagh. Ir Nat.: II.
- Praeger, R.Ll. et al. 1902. The exploration of the caves of Kesh, Co. Sligo. Trans. R. Ir. Acad., 32B: 171 - 214.
- Praeger, R.Ll. 1902. Gleanings in Irish Topographical Botany. Proc. Roy. Irish Academy, 24B: 61- 94.
- Praeger, R.Ll. 1901 Irish Topographical Botany: Supplement 1901 - 1905. Proc. Roy. Irish Academy, 26B: 13 - 45.
- Praeger, R.Ll. 1929. Report on recent additions to the Irish fauna and flora (Phanerogramia). Proc. Roy. Irish Academy 39B: 57 - 78.
- Praeger, R.Ll. 1932. Some noteworthy plants found in or reported from Ireland. Proc. Roy. Irish Academy. 41B: 95 - 24.
- Praeger, R.Ll. 1934a. The Botanist in Ireland. Dublin.
- Praeger, R.Ll. 1934b. A contribution to the flora of Ireland. Proc. Roy. Irish Academy. 42B: 55 - 86.
- Praeger, R.Ll. 1937 The Way That I Went, An Irishman in Ireland, Allen Figgis, Dublin 1980, ISBN O 900372 93
- Praeger, R.Ll. 1939. A further contribution to the flora of Ireland. Proc. Roy. Irish Academy. 45B: 231 - 254.
- Praeger, R.Ll. 1946 Additions to the knowledge of the Irish Flora, 1939- 1945. Proc. Roy. Irish Academy. 51B: 27 - 51.
- Praeger, R.Ll. 1951. Hybrids in the Irish flora: a tentative list. Proc. Roy. Irish Academy. 54B: 1 - 14.
- Praeger, R.Ll. 1949. Some Irish Naturalists, a Biographical Note-book. Dundalk.